# Style komunikacji
Style komunikacji – style, którymi posługują się rozmówcy podczas komunikacji z innymi ludźmi. Wyróżnia się trzy rodzaje styli: styl agresywny, pasywny (inaczej uległy) oraz asertywny.

## Charakterystyka styli

### Styl agresywny
Rozmówcy, którzy używają stylu agresywnego, korzystają z następujących metod komunikacyjnych:
- wyrażają swoich uczuć i myśli kosztem innych ludzi,
- atakują słownie lub fizycznie rozmówcę jako wyraz kontrataku,
- używają "skamieniałej" postawy ciała,
- używają sarkazmów, krzyczą itp.
- drwią i wyśmiewają inne osoby, przez co rozmówca jest poniżany,
- wzburzają poczucie winy, współczucia, żalu i oskarżają.

### Styl pasywny
Osoba posługująca się stylem pasywnym:
- często swoje potrzeby uzależnia od potrzeb innych osób (na przykład, na sprawdzianie w szkole, mimo że nauczyciel z tego powodu może tej osobie wstawić ocenę niedostateczną),
- chce, żeby podczas dialogu rozmówca domyślił się, co chce mu przekazać,
- ma trudności z przekazywaniem swoich uczuć i myśli,
- nastawia się bardziej na słuchanie niż na mówienie
- nie wiedzą, w jaki sposób muszą poprosić o coś drugą osobę.

### Styl asertywny
Osoby korzystające ze stylu asertywnego:
- umieją odebrać i przyjąć konstruktywną krytykę,
- wie, jak wyrazić, swoje uczucia i myśli,
- mogą się zgodzić na kompromis, negocjacje i ustępstwa,
- wiedzą, w jaki sposób muszą odmawiać i proszenia,
- szanują posiadane przez siebie i innych prawa.